# 布莱斯苏萨济利耶尔
布莱斯-苏萨济利耶尔（法語：Blaise-sous-Arzillières，法語發音：[blɛz su.z‿aʁziljɛʁ]，意为“阿济利耶尔下方的布莱斯”）是法国马恩省的一个市镇，位于该省东南部，属于维特里勒弗朗索瓦区。

## 地理
布莱斯-苏萨济利耶尔（48°40'18"N, 4°35'1"E）面积6.89 平方千米，位于法国大東部大區马恩省，该省份为法国东北部内陆省份，北起阿登省，西北接埃纳省，西南接塞纳-马恩省，南至奥布省，东南接上马恩省，东临默兹省。
与布莱斯-苏萨济利耶尔接壤的市镇（或旧市镇、城区）包括：阿济利耶尔-讷维尔、马恩河畔比尼库尔、沙泰尔罗尔圣卢旺、库尔德芒日、弗里尼库尔、诺鲁瓦、莱里维耶尔-昂吕埃勒。
布莱斯-苏萨济利耶尔的时区为UTC+01:00、UTC+02:00（夏令时）。

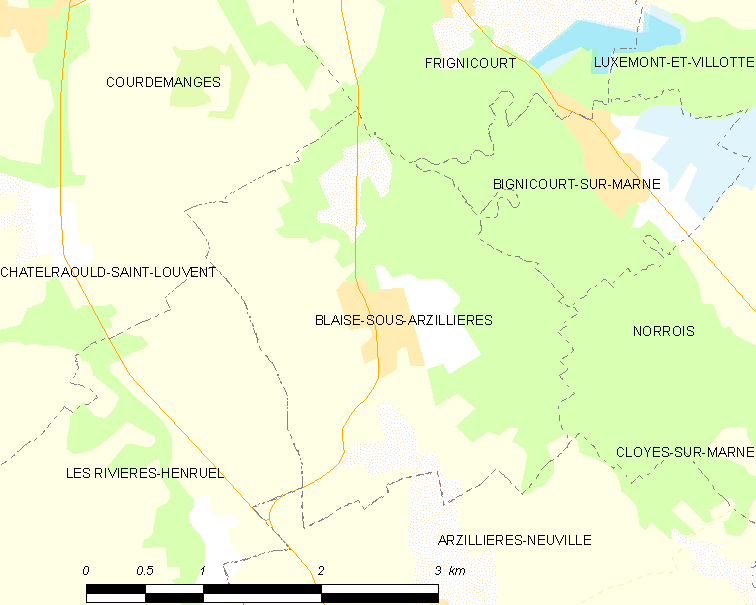
布莱斯-苏萨济利耶尔的OSM定位图

## 行政
布莱斯-苏萨济利耶尔的邮政编码为51300，INSEE市镇编码为51066。

## 政治
布莱斯-苏萨济利耶尔所属的省级选区为维特里勒弗朗索瓦-香槟-代尔县。

## 人口

1962-2008年间布莱斯-苏萨济利耶尔人口变化图示

布莱斯-苏萨济利耶尔于2022年1月1日时的人口数量为318人。